# Miasta Somalii
Według danych oficjalnych pochodzących z 2013 roku Somalia posiadała ponad 100 miast o ludności przekraczającej 1 tys. mieszkańców. Stolica kraju Mogadiszu jako jedyne miasto liczyło ponad milion mieszkańców; 3 miasta z ludnością 100÷500 tys.; 6 miast z ludnością 50÷100 tys.; 6 miast z ludnością 25÷50 tys. oraz reszta miast poniżej 25 tys. mieszkańców.

## Największe miasta w Somalii
Największe miasta w Somalii według liczebności mieszkańców (stan na 01.01.2013):
| L.p. | Miasto     | Region          | Liczba ludności |
| ---- | ---------- | --------------- | --------------- |
| 1.   | Mogadiszu  | Banaadir        | 1 628 170       |
| 2.   | Hargejsa   | Woqooyi Galbeed | 492 855         |
| 3.   | Burco      | Togdheer        | 159 205         |
| 4.   | Boosaaso   | Bari            | 109 151         |
| 5.   | Beledweyne | Hiiraan         | 94 116          |
| 6.   | Berbera    | Woqooyi Galbeed | 80 386          |
| 7.   | Baydhabo   | Bay             | 76 763          |
| 8.   | Gaalkacyo  | Mudug           | 76 373          |
| 9.   | Boorama    | Awdal           | 68,071          |
| 10.  | Kismaju    | Jubbada Hoose   | 57,172          |

## Alfabetyczna lista miast w Somalii
(czcionką pogrubioną wydzielono miasta powyżej 1 mln)
- Abudwak
- Adado
- Adan Yabal
- Afariridookiibuurqumayo
- Afgooye
- Afmadow
- Alollammagad
- Amarden
- Anghordaban
- Arabsiyo
- Arerilolammod
- Armoyin
- Axmedgaab
- Baardheere
- Badhan
- Baki
- Balad
- Ballidagaruen
- Bandar Beyla
- Bandiiradley
- Baraawe
- Barkamareyshir
- Baydhabo
- Beerticalicanshuur
- Beledhawo
- Beledweyne
- Belhanhumei
- Berbera
- Beyra
- Boocame
- Boorama
- Boorame
- Boosaaso
- Bu'aale
- Buq aqable
- Bur Agaccar
- Bur Saalax
- Burane
- Burco
- Burgaban
- Burtiinle
- Buuhoodle
- Buuloburde
- Buur Gaabo
- Buurdhuubo
- Buurweyn
- Caagmuuddey
- Cadaley
- Caluula
- Carmooyin
- Caynabo
- Ceel Afweyn
- Ceel Cali
- Ceel Garabjaalow
- Ceel Huur
- Ceelbuur
- Ceeldhere
- Ceelmakoile
- Ceerigaabo
- Cinjirta
- Colgula
- Cuunmaraayood
- Dabarow
- Dagari
- Daharro
- Dalweyn
- Damala Xagare
- Dangorayo
- Dhahar
- Dhamasa
- Dhurwaayaale
- Dhuusamarreeb
- Diinsoor
- Dilla
- Docol
- Doolow
- Dooxadacambaareed
- Duulin Maaxato
- Duurxagar
- Elgaimeddo
- Elguriasamo
- Eyl
- Faraweyne
- Gaalkacyo
- Gabaa
- Gabiley
- Galdogob
- Galinsoor
- Garbaharey
- Garoowe
- Gawaan Dheere
- Godaalo
- Gosoweyna
- Guriel
- Haangale
- Habarkudhegooti
- Hargejsa
- Hilalaye
- Hobyo
- Iskushubaan
- Jalalaqsi
- Jamaame
- Jaribaan
- Jawhar
- Jiifyarey
- Jilib
- Jilyaale
- Jowle
- Kismaju
- Kulanxagay
- Laas Caanood
- Laasqoray
- Lanwaley
- Lawyacado
- Lazkibohol
- Lebilaango
- Leego
- Lughaya
- Luugudeey
- Luuq
- Mahaday
- Mareeg
- Marka
- Mogadiszu
- Oog
- Qaan Dhoole
- Qabiilaqarshe
- Qandala
- Qansahdhere
- Qansahle
- Qansahtimir
- Qansahtimir
- Qaranrow
- Qardho
- Qarhis
- Qaroodan
- Qaroonweyn
- Qaydarhagoog
- Qaydarweylood
- Qaydertahadiiledhuub
- Qeedi Haan
- Qorikuxaar
- Qorixabaalan
- Qoryale
- Qoryooley
- Qosoltire
- Quljeedo
- Raas Xaafuun
- Ras Kamboni
- Rigomane
- Roox
- Sarcade
- Sarmanyo
- Saylac
- Sheekh
- Taleex
- Tile
- Turdho
- Ufeyn
- Wajaale
- Waajid
- Wanlaweyn
- Warsheikh
- Wartaqooqan
- Wisil
- Xarardheere
- Xuddur